# Jean-Michel van Doesburgh
Jean-Michel van Doesburgh (auch Jean-Michel Joubert; * 27. März 1985 in Kapstadt) ist ein südafrikanischer Eishockeyspieler und -trainer, der bei den Cape Town Storm in der Western Provinces Ice Hockey League sowie parallel für die Cape Town Kings in der heimischen Liga spielt. Zudem ist er im Trainerstab des südafrikanischen Verbandes tätig.

## Karriere
Jean-Michel van Doesburgh spielte in den Spielzeiten 2010 und 2011 bei den Cape Town Sharks aus Kapstadt, für die er in der Western Provinces Ice Hockey League, einer der regionalen Ligen, deren Sieger den südafrikanischen Landesmeistertitel ausspielen, auf dem Eis stand. In der Folge lief er für zahlreiche weitere Teams aus der südafrikanischen Metropole auf.

### International
Unter dem Namen Michel Joubert nahm der Stürmer mit der südafrikanischen Nationalmannschaft an den Welttitelkämpfen der Division III in den Jahren 2010 und 2011 teil, wobei 2011 der Aufstieg in die Division II gelang. Nach einer mehrjährigen Pause kehrte er zur Weltmeisterschaft 2016 der Division III unter seinem derzeitigen Namen wieder ins Nationalteam zurück und bestritt in der Folge auch die Welttitelkämpfe der Jahre 2017, 2018, 2019, 2022 und 2023 in dieser Division. Zudem vertrat er seine Farben bei der Olympiaqualifikation für die Winterspiele in Mailand 2026.
Parallel fungierte er bei den Weltmeisterschaften 2013 als Assistenztrainer der südafrikanischen Auswahl in der Division III und stieg mit den Springboks in die Division II auf. Bei der U18-Weltmeisterschaft 2016 war er Cheftrainer der südafrikanischen Junioren in der Division III. Ebenso betreute er zeitweise die U20-Auswahl des Landes und die Frauen-Nationalmannschaft.

## Erfolge und Auszeichnungen
- 2011 Aufstieg in die Division II, Gruppe B, bei der Weltmeisterschaft der Division III
- 2013 Aufstieg in die Division II, Gruppe B, bei der Weltmeisterschaft der Division III (als Assistenztrainer)
- 2022 Aufstieg in die Division III, Gruppe A, bei der Weltmeisterschaft der Division III, Gruppe B